# Sculpture in the National Archaeological Museum, Athens
Sculpture in the National Archaeological Museum, Athens ist der Titel eines Kataloges aller Skulpturen, die in der Dauerausstellung des Archäologischen Nationalmuseums in Athen zu sehen sind.

## Inhalt
Das Werk ist die englische Fassung eines 2001 auf Neugriechisch erschienenen Gesamtkataloges aller Skulpturen, die in der Dauerausstellung des Archäologischen Nationalmuseums in Athen zu sehen sind, der weltweit bedeutendsten Sammlung ihrer Art. Der Titel des Originals lautet Τα γλυπτά. Εθνικό Αρχαιολογικό Μουσείο, κατάλογος (lateinische Transkription: Ta glypta. Ethniko Archeologiko Mousio, katalogos, deutsche Übersetzung: Die Skulpturen. Archäologisches Nationalmuseum Athen, Katalog). Der Katalog wurde – auf Initiative der Verleger Rachel und Moses Kapon – von Nikolaos Kaltsas verfasst, Direktor des Museums und Spezialist auf dem Gebiet der antiken griechischen Plastik. Bei einem Umfang von 376 Seiten enthält er – seit der verbesserten zweiten Auflage – neben 653 Schwarzweißabbildungen auch 28 Farbabbildungen. Für das Design des Kataloges sorgte Rachel Misdrachi-Kapon, als künstlerischer Leiter zeichnete Moses Kapon verantwortlich. Die von David Hardy erstellte Übersetzung ins Englische wurde in Zusammenarbeit von Kapon Editions in Athen (für Griechenland) und Getty Publications in Los Angeles (Vertrieb außerhalb Griechenlands) in den Jahren 2002 bzw. 2003 herausgebracht.
Dem großformatigen Hardcover-Katalog ist nach einem Vorwort der Verleger eine Bibliografie der zitierten Literatur vorangestellt, die neben griechischen und englischen Titeln vor allem deutschsprachige Werke umfasst. Es folgt eine Einleitung des Autors, in der er die einzelnen Perioden der antiken Kunst in Griechenland vorstellt (Archaik, Klassik, Hellenismus und die Römerzeit) und am Ende ein Glossar beigibt. Auch der folgende Katalogteil ist in diese vier Hauptperioden unterteilt, wobei eine spätklassische Periode als weiterer Unterpunkt eingeschoben wird und die klassische Zeit damit nochmals eine Unterteilung erfährt. Zudem wurden im Abschnitt zur klassischen Zeit thematische Unterpunkte zu Votiv- und Grabreliefs eingefügt, im spätklassischen Bereich zu diesen beiden Punkten noch Unterpunkte zu Reliefs mit Dekreten und Skulpturen des 4. Jahrhunderts v. Chr. Abgeschlossen wird das Buch durch einen Index, in dem Inventarnummern der Sammlung, Katalognummern aus dem Buch und die Seiten, auf der die jeweilige Skulptur beschrieben wird, synchronisiert werden, und von einer Seite mit Angaben zu den Bildquellen.
Der Katalogteil präsentiert alle Stücke in einheitlicher Form. Zunächst werden die Katalognummer und die Benennung der Statue gegeben, es folgen die museale Inventarnummer und Angaben zum Material, dem Fundort und den Maßen. Nach diesen technischen Angaben kommt ein beschreibender Text, in dem neben der eigentlichen Beschreibung auch Angaben zu Ergänzungen oder fehlenden Teilen gemacht werden. Eine zeitliche Einordnung des Werkes erfolgt meist am Ende des Textes. Auch werden Inschriften wiedergegeben – nur bei den längeren Dekreten wird auf den altgriechischen Text verzichtet und auf die Inscriptiones Graecae verwiesen. Am Ende der Beschreibung findet sich jeweils eine recht umfangreiche Bibliografie. Abgesehen von besonders herausragenden Stücken wird allen Fundstücken in etwa dieselbe Aufmerksamkeit zuteil. Die Beschreibungen sind in Anbetracht des nur begrenzten Platzes kurzgefasst und selten länger als 20 Zeilen; jede Druckseite ist in drei Spalten unterteilt.

## Rezeption
Was die Chronologie betrifft, erscheint es  problematisch, dass archaische und archaisierende Werke ebenso wie klassische Skulpturen und ihre römischen Kopien zusammengeführt werden. Zwar folgt der Katalog damit der Aufstellung der Werke im Museum. Allerdings ist das Buch wegen seines Gewichtes kaum für eine Benutzung im Museum geeignet, eher als Nachschlagewerk in der Bibliothek.
Seit einem Katalog von Ioannis N. Svoronos aus dem Jahr 1903 und der Veröffentlichung Das Athener Nationalmuseum, die zwischen 1908 und 1937 erschien, war kein Katalog dieses Formats mehr im Handel. Alle folgenden Kataloge konnten trotz besserer Bebilderung nicht mehr denselben Informationsgrad erreichen und waren zudem meist sehr selektiv. Diese Lücke konnte Kaltsas „prächtiger Band“ schließen. Auf Kritik stieß das als „lyrisch“ empfundene „Lob der Skulpturen und ihrer Meister“, das als nicht zeitgemäß empfunden wurde.

## Bibliographische Angaben
- Griechische Originalausgabe: Νικόλαος Καλτσάς: Τα γλυπτά. Εθνικό Αρχαιολογικό Μουσείο, κατάλογος. Kapon Editions, Athen 2001, ISBN 960-7037-09-X.
- Englische Fassung: Nikolaos Kaltsas: Sculpture in the National Archaeological Museum, Athens. Kapon Editions, Athen 2002 und Getty Publications, Los Angeles 2003, ISBN 0-89236-686-9.

## Belege
1. ↑  Siehe die Angaben auf der Produktseite zur griechischen und englischen Ausgabe auf kaponeditions.gr (aufgerufen am 26. Juni 2022).
2. ↑  Siehe die Angaben zu den Veröffentlichungen bei Kapon Editions und Getty Publications auf www.goodreads.com (aufgerufen am 26. Juni 2022).
3. 1 2 3  Rezension von Brunilde Ridgway auf bmcr.brynmawr.edu (aufgerufen am 26. Juni 2022).